# Pianezza
Pianezza (piemontiul: Pianëssa) egy tizennégyezer lakosú község Torino megyében.

## Elhelyezkedés

Pianezza község Torino megye

A vele szomszédos települések: Alpignano, Collegno, Druento, Rivoli 
és San Gillio.
Pianezza a Pó-síkságon fekszik, területét a Stura di Lanzo, a Dora Riparia és a Rio Fellone folyók határolják. Pianezza 325 méteres tengerszint feletti magasságon helyezkedik el.

## Demográfia
A település lakosságszáma növekvő tendenciát mutat, mivel Torinóból egyre többen költöznek ide. Ennek köszönhetően egy új lakónegyed is kialakult, és folyamatosan fejlődik a szolgáltatóipar is.

## Fordítás
- Ez a szócikk részben vagy egészben  a   Pianezza című olasz Wikipédia-szócikk fordításán alapul.  Az eredeti cikk szerkesztőit annak laptörténete sorolja fel. Ez a jelzés csupán a megfogalmazás eredetét és a szerzői jogokat jelzi, nem szolgál a cikkben szereplő információk forrásmegjelöléseként.